# Sarah Jane Morris
Sarah Jane Morris (ur. 12 kwietnia 1977 w Memphis) – amerykańska aktorka, znana również jako Sarah Morris.

## Życiorys
Córka Walkera Morrisa, komercyjnego pilota linii lotniczych, oraz Janie Morris, pracownicy socjalnej. Najmłodsza z czworga rodzeństwa Państwa Morris. Absolwentka żeńskiego liceum Hutchison School w Memphis. Po ukończeniu szkoły średniej, Sarah rozpoczęła studia na Southern Methodist University w Dallas, w stanie Teksas, gdzie była członkinią żeńskiej korporacji akademickiej Kappa Kappa Gamma. Podczas studiów poznała swojego przyszłego męża, muzyka Neda Browera (pobrali się 19 lutego 2005 roku). Po studiach Morris przeprowadziła się do Los Angeles, gdzie dostrzegli ją producenci seriali Boston Public i Nie ma sprawy (Ed). W tych telewizyjnych serialach Morris rozpoczęła swoją karierę. Jest najbardziej znana z roli Zoe Webb w trzecim i czwartym sezonie serialu Felicity. Obecnie występuje w Braciach i siostrach (Brothers and Sisters).